# Bamlak Tessema
Bamlak Tessema (1980. december 30.) etiópiai nemzetközi labdarúgó-játékvezető.

## Pályafutása

### Labdarúgó-játékvezetőként

#### Nemzetközi játékvezetés
Az Etióp labdarúgó-szövetség Játékvezető Bizottsága 2009-ben terjesztette fel nemzetközi játékvezetőnek, a Nemzetközi Labdarúgó-szövetség (FIFA) bíróinak keretébe. Több válogatott és nemzetközi klubmérkőzést vezetett.

## Külső hivatkozások
- http://worldreferee.com/site/copy.php?linkID=2288&linkType=referee&contextType=bio Archiválva 2009. január 18-i dátummal a Wayback Machine-ben
- http://www.fifa.com/aboutfifa/developing/refereeing/association=eth/peoplekind=ref.html Archiválva 2008. szeptember 20-i dátummal a Wayback Machine-ben